# 下奧姆卡區

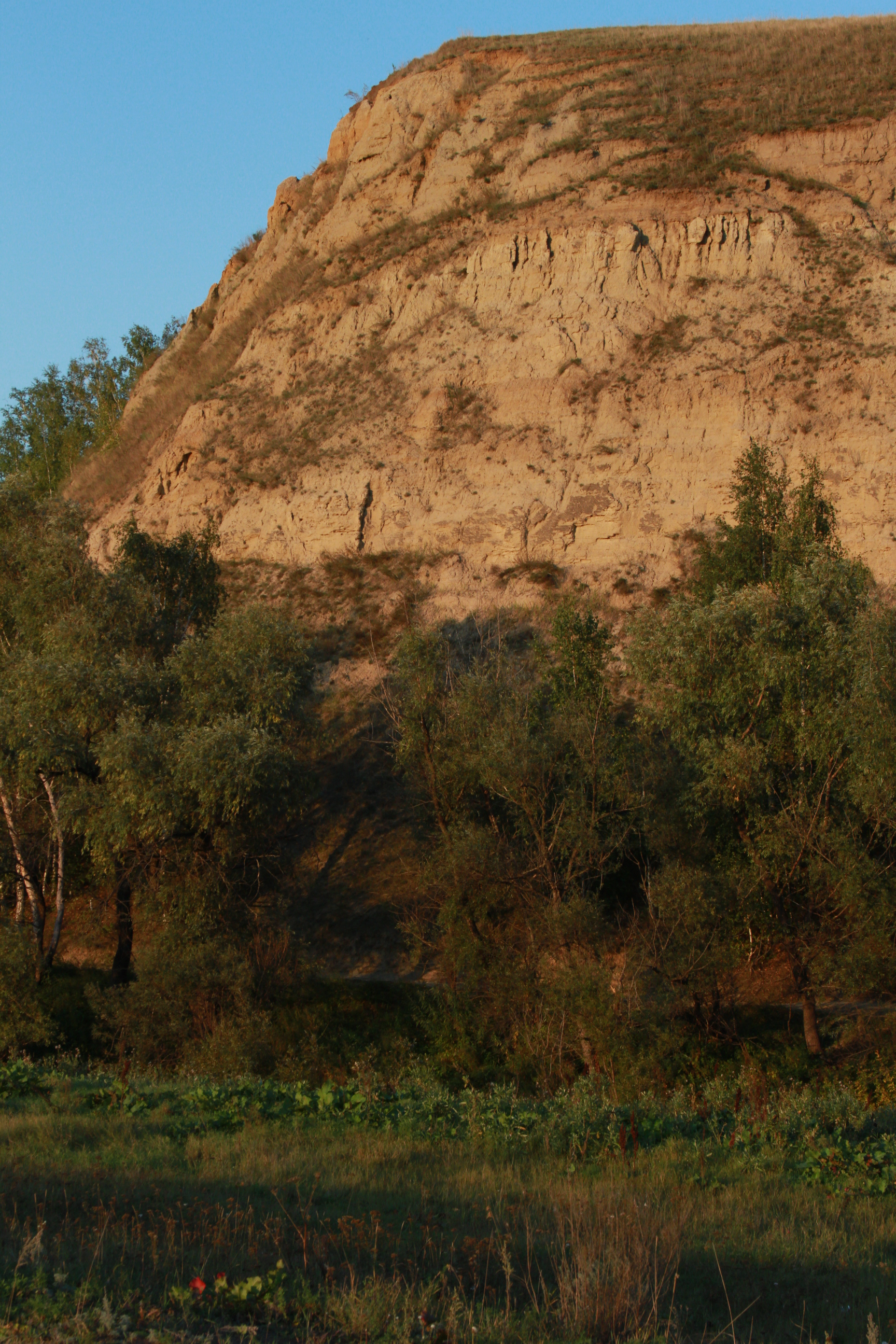

55°26′03″N 74°56′21″E / 55.43417°N 74.93917°E
下奧姆卡區（俄语：Нижнеомский район），是俄羅斯的一個區，位於該國西南部，由鄂木斯克州負責管轄，面積3,400平方公里，2010年人口15,826，人口密度每平方公里4.65人。